# 第二次刚果战争
第二次刚果战争，又称非洲世界大战、大非洲战争或钴矿战争，是一场发生在刚果民主共和国（前称萨伊）大部分地区的武装冲突，紧接着第一次刚果战争之后爆发。这场冲突于1998年开始，并于2003年正式结束，当时签署了《比勒陀利亚协议》，成立了一个过渡政府。参战势力来自9个国家，国内则有超过20个不同的武装派别，这使其成为非洲大陆历史上规模最大的冲突之一。
这场战争导致约540万人死亡，其中多数人因饥饿及可预防或可治疗的疾病丧生。由于这场灾难的严重性，它被视为刚果种族灭绝中最惨烈的事件。这惊人的死亡人数使其成为自第二次世界大战以来最致命的冲突，这还未包括数百万流离失所的难民及逃往邻国的避难者。
尽管2003年7月签署了和平协议并成立过渡政府，但刚果国家机制仍十分脆弱，许多地区缺乏有效的治理，且经常爆发零星的暴力冲突。2004年估计，每日仍有约100人因小规模战斗、缺乏基本生活服务和粮食而丧生。大量人口的强制迁移让这片地区持续处于危机之中，和平依然难以实现。

## 背景

### 蒙博托政权垮台
1960年，刚果共和国举行首次民主选举，左翼领袖帕特里斯·卢蒙巴当选总理。然而，他在美国中央情报局（CIA）与比利时的支持下被推翻，取而代之的是蒙博托·塞塞·塞科。到1965年，蒙博托巩固了权力，建立了一个长期的独裁政权。在冷战期间，蒙博托因为支持西方对抗安哥拉等地日益增长的苏联势力而受到西方国家的支持。这种支持使他积累了巨大的个人财富，但国家却陷入饥荒、毁灭、贫困与落后的恶性循环，经济仅能勉强维持生存。
随着1990年代初苏联解体，蒙博托的重要性逐渐下降，因为他不再是对抗苏联的必要角色。为了应对失去国际支持的困境，蒙博托试图通过建立个人崇拜来巩固权力，但国际社会已普遍将刚果视为无望之地。1991年，在内外压力下，他被迫与反对派达成初步协议，做出一些让步，却无法阻止国家逐步走向崩溃。到1995年，危机已削弱蒙博托的统治，腐败、暴力与国家机器的瘫痪成为日常现象。
冷战结束后，撒哈拉以南非洲被大国抛弃，各国不得不自行应对内部问题。随之而来的，是殖民遗毒与冷战对立遗留下的矛盾爆发成内部冲突。当美国停止支持蒙博托时，这给了反对势力信号，促使他们发起推翻蒙博托的全面行动，最终结束了其长达数十年的独裁统治。
1994年的卢旺达种族大屠杀使该地区的局势进一步恶化。为躲避屠杀，数百万胡图族人逃往萨伊东部地区。这场大规模的难民危机使大湖区成为胡图族联攻派民兵（参与种族灭绝的武装）与卢旺达前政府军的避难所。
同时，刚果解放民主力量同盟（AFDLC）获得卢旺达与乌干达的支持。这些国家提供大量资金与武器，帮助该联盟对抗蒙博托的军队。由洛朗-德西雷·卡比拉领导的AFDLC于1996年发动第一次刚果战争。卢旺达政府抗议胡图族武装利用萨伊东部作为基地，并频繁袭击其领土。作为回应，卢旺达政府武装Banyamulenge人（萨伊境内的图西族），使其成为代理人。蒙博托政府强烈谴责这种外国干预，但其军事行动能力已大不如前，政治资本也几近枯竭。最终，双方通过在比利时布鲁塞尔的谈判达成了暂时的协议。

### 卡比拉率军夺取政权
随着卡比拉的军队沿刚果河向金沙萨推进，蒙博托政权因失去国际支持而迅速崩溃。卡比拉的部队几乎未遭遇抵抗，很快完成了进攻。卡比拉因长达二十多年来持续反对蒙博托政权而在国内外拥有一定声望。他是一名公开的马克思主义者，深受毛泽东思想影响，并曾参与由切·格瓦拉支持的1960年代中期武装叛乱。
AFDLC的军队主要由参与大湖地区冲突的图西族老兵组成。1996年12月，该军队开始行动，迅速占领矿区与边境城市，并建立支援基地。然而，有关反叛军队大规模屠杀与暴力镇压的报告逐渐传到西方国家。联合国人权特使罗伯托·加雷顿曾报告，目击者称反叛军的行动已造成约6万人死亡，并且普遍存在强迫失踪、酷刑与谋杀的行为。
1997年3月，卡比拉的部队发动全面进攻，要求蒙博托政府投降。至5月，反叛军到达金沙萨，蒙博托于5月16日出逃，卡比拉随即宣布担任总统，并开始进行大规模清洗与国家重组。

### 卡比拉试图巩固权力
卡比拉于1997年5月掌权后，面临治理「刚果民主共和国」的严峻挑战。除了国内冲突与庞大的外债，他的外国盟友拒绝在被要求撤离时离开金沙萨。大量驻扎于首都的卢旺达人，使刚果人民认为卡比拉只是外国势力的傀儡。
1998年7月14日，卡比拉撤换了卢旺达籍的军事指挥官詹姆斯·卡巴雷，改由本国人士接任。这一举措使他在刚果的政治基础更加稳固，并试图与卢旺达疏远关系。然而，卡比拉在两周后改变策略，公开感谢卢旺达的帮助，随后下令所有卢旺达与乌干达军队迅速撤离。24小时内，所有卢旺达军事人员被遣返回国，这一举措引发不满，特别是在Banyamulenge人中。这种紧张局势最终再次引发武装冲突。

## 冲突本质
在第二次刚果战争期间，并未出现大规模的战役，领土控制极为分散，没有明确的前线，这正是第四代战争的特征之一。虽然多个国家的部队参与其中，但这些国家普遍不愿让部队暴露于公开战斗中。对于本就贫困的国家而言，装备与训练军队已耗费巨额资金与资源，若部队损失，将难以承受其后果。
由于刚果特殊的地理环境，战争的焦点不在于占领大片土地，而是控制战略据点，例如机场、港口、矿区与偶尔可行的高速公路。因此，这场战争主要由松散、缺乏纪律的民兵组织发动。他们常以大规模强暴、酷刑与种族清洗等暴力手段扩大冲突，造成局势恶化。由于这些组织多数不受监管，即使签署停火或和平协议，效果亦十分有限。大量平民死于民兵暴行，亦有不少人因饥饿、疾病与无序状态而丧命。
参战各方的主要目的之一，是争夺刚果丰富的自然资源。非洲大湖区诸国常以开采钻石、木材等资源的权利作为报酬，奖励其战斗人员。这些掠夺行为让卢安达与乌干达的军官积累大量财富，逐渐取代了他们最初声称的目标——即追捕与惩治1994年卢安达种族大屠杀的加害者，以及维持对刚果东部地区的掌控。在此过程中，占领军对当地居民征收高额税赋，没收几乎所有牲畜与大部分粮食。
目前已知，多个势力对钶钽铁矿的控制权极为关注。这种矿物对电脑与航太产业至关重要，价值极高。对于资源的激烈争夺，亦导致反卡比拉阵营内部爆发冲突。 1999年，乌干达与卢安达军队在基桑加尼发生严重交火。尽管敌对双方间矛盾明显，但当时卡比拉政权的军队早已疲惫不堪，无力利用此机会反制。
如同近代非洲多场冲突，刚果战争亦广泛征用童兵。 2001年，光是在乌干达与刚果边境一带，就有约两万名童兵被投入战斗。在穆沙基一处拥有3,000名新兵的军营中，60%的士兵年龄不足18岁。据估计，北基伍省在当年约有12,000名童兵。自战争初期，儿童即被作为战力之一：1998至1999年间，有2,000名儿童在卡尼亚马-卡塞塞地区接受军事训练。 1999年，全国约有5,000名童兵服役。
估计1999年时，刚果政府军中有6,000至20,000名未成年士兵，而在卡比拉领导的叛乱部队中，也曾有高达10,000名儿童参战。马伊马伊民兵组织中更有约3,000名18岁以下的童兵参与战斗。

## 派系
- 图西族势力

由卢旺达与布隆迪正规军、Banyamulenge民兵，以及刚果民主联盟（RCD）组成。主要目标包括保卫卢旺达与布隆迪的安全、保护刚果的图西族群体、对抗乌干达势力以及开采自然资源。
- 胡图族势力

包括参与1994年卢旺达大屠杀的胡图武装、布隆迪反叛组织、刚果胡图族与Mai-Mai民兵。其目标是驱逐外国图西势力、对班亚穆伦格人进行种族清洗、推翻卢旺达与布隆迪政府，以及控制自然资源。
- 乌干达势力

由乌干达国家军队及其支持的刚果解放运动（MLC）组成。其目标是保护乌干达边界、防止刚果成为强大国家、对抗卢旺达势力以及获取自然资源。
- 金沙萨政府军（卡比拉）

由刚果国家军队、反Mai-Mai势力及盟国如辛巴威、安哥拉、乍得、苏丹与纳米比亚组成。其目标是建立强大国家、控制领土与资源。
胡图族与图西族之间的种族仇恨成为这场战争的主要驱动力，各方在争夺资源的同时，致力于彻底消灭对方。而乌干达与卢旺达则因资源利益的竞争而加剧了冲突，使局势更加混乱。

## 结果

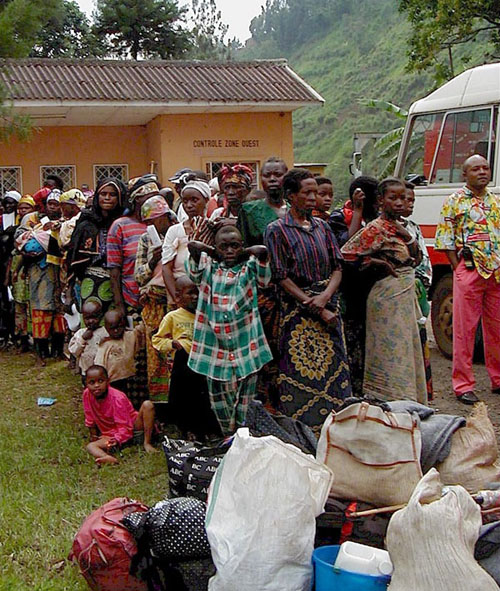
刚果民主共和国的性暴力受害者会议。

这场战争或许是该国自独立以来遭受的最严重灾难之一。这场冲突摧毁了本已脆弱的经济，而该地区早已因多年残酷的殖民剥削（如比利时的统治）以及贪腐政权的建立（由蒙博托所领导）而陷入贫困。原本稀少的外国投资在战争期间纷纷撤离，导致国家资源枯竭；许多基础设施遭到摧毁。此外，1994年卢安达种族战争的余波进一步加深了该国本已严重的种族分裂。
- 死亡人数

根据国际救援委员会的估算，这场冲突直接导致将近500万人死亡，其中80%至90%的死者并非死于战斗，而是因战争导致的基础设施崩溃、流离失所及粮食短缺所引发的可预防性疾病、饥荒和营养不良。讽刺的是，在非洲这场规模最大的战争中，真正死于战斗的人数仅约50万人。红十字国际委员会于2004年估算，死亡人数介于340万至440万之间，具体数字则取决于所使用的统计模型。部分较高的估计数字则认为死亡人数可能达到600万至700万人。战争最严重的地区集中在刚果民主共和国东部的伊图里（Ituri）和基伍地区（Kivu）。
- 性暴力

各交战方均将大规模强暴作为战争武器之一。2004年10月，国际特赦组织记录了过去六年间近4万起强暴案例，其中大多数发生在南基伍（South Kivu）。然而，由于该调查范围有限，且受害者因恐惧或羞耻而不愿作证，因此实际数字可能远高于此。一项证据显示，许多女性因集体性暴力导致阴道瘘管（vaginal fistula），这类案例数量之高令人震惊。这场冲突中强暴行为的泛滥不仅对受害者个人造成严重的生理与心理创伤，也导致性病（特别是爱滋病）感染率大幅上升。据估计，多达100万名女性遭到强暴、奴役、酷刑、强迫怀孕或堕胎等非人道对待。
- 难民问题

国内流离失所的难民数量高达340万人，其中大多来自东部省份，此外，约200万人逃往邻国如蒲隆地、卢安达、坦尚尼亚及乌干达寻求庇护。
- 区域影响评估

这场战争对整个撒哈拉以南非洲的局势提出了严峻质疑。自1990年代初以来，该地区的民主化进程和南非种族隔离制度的终结曾带来一定的乐观预期。然而，卢旺达种族灭绝事件及这场战争所引发的危机，部分证明了这些期望或许只是幻想。
- 环境影响

战争对经济与社会结构的破坏，也严重冲击了当地的自然生态。2005年9月，世界自然基金会的一项研究显示，爱德华湖的河马数量已从30年前的2.9万头骤降至900头，这一趋势主要归因于当地居民为求生存而大量猎杀河马，并将其牙齿作为象牙出售。此外，全球仅存的700只山地大猩猩中，将近一半栖息于该地区，也受到战争影响而面临生存危机。

## 概要
在第二次剛果戰爭中被卢旺达扶植上台的卡比拉對遲遲不肯撤離的卢旺达駐軍漸生猜忌，在試圖強制其撤出後，卢旺达勢力開始把槍口轉向了卡比拉政權。战争在1998年爆發，至2003年交战双方达成和解並共同组建刚果民主共和国过渡政府才结束。第二次刚果战争是非洲现代历史上规模最大的一场战争，前后涉及非洲9个国家，20支武装力量，导致总计有超过100万人被迫流亡，大量迁移至周边国家，有「非洲大战」之称。
尽管2003年的停戰标志着该战争的正式结束，但是整个国家仍然冲突不断，东部地区仍时有激烈的武装冲突。2004年，估计每天有至少1,000人死于军事冲突、社会保障不足或食物的短缺。持续不断的局部冲突导致大量人口被迫流亡国外。

第二次剛果戰爭的參與國：
紫 – 剛果民主共和國
橙 – 反卡比拉聯盟
深藍 – 親卡比拉聯盟
淺藍 – 支援卡比拉政府的其它國家
綠 – 卡比拉在政治上的支持者

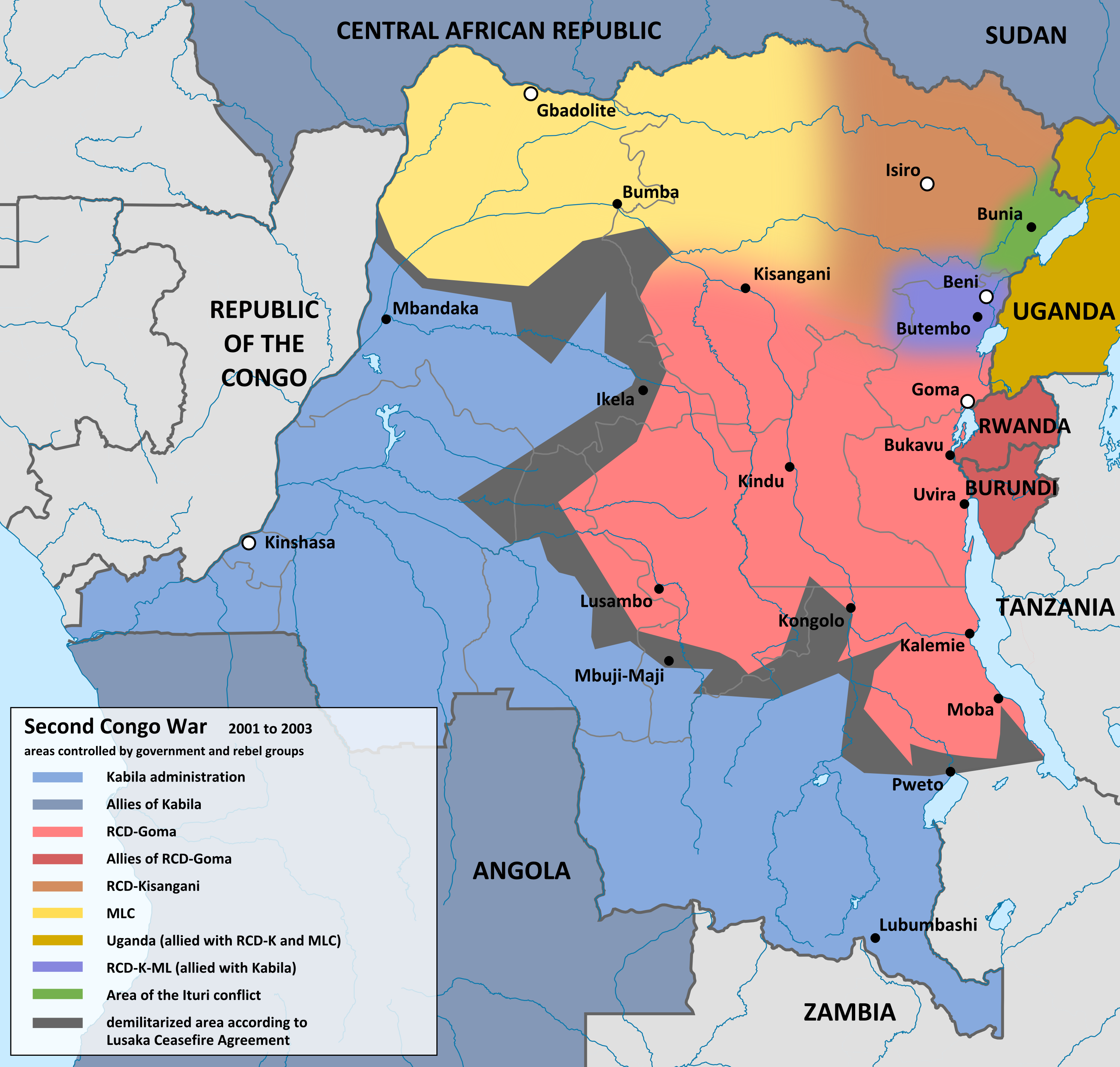
2001年－2003年剛果形勢圖：
淺藍 – 卡比拉政府控制（剛果西部、南部）
紅 – 剛果民主聯盟（RCD）戈馬派控制（剛果東部）
啡 – 剛果民主聯盟基桑加尼派控制（剛果東北部）
黃 – 剛果解放運動（MLC）控制（剛果北部）
紫藍 – 支持卡比拉政府的剛果民主聯盟基桑加尼派／解放運動（RCD-K/ML）控制（剛果東北部小部分）
綠 – 伊圖里衝突地區
灰 – 《盧薩卡停火協議》劃定的非軍事區

## 外部连结

### 报告和文件
- 刚果民主共和国（前扎伊尔）人权状况报告 由罗伯托·加雷顿（英语：Roberto Garretón）提出
- 关于刚果的特别档案 Afrol News
- 声援黑非洲委员会关于刚果民主共和国局势的特别档案
- 联合国刚果民主共和国特派团
- 国际特赦组织2006年关于刚果民主共和国局势的报告
- 每日报告 Incidencia Democrática
- 红十字国际委员会2006年关于刚果民主共和国局势的年度报告
- 联合国难民事务高级专员公署2004年刚果民主共和国年度统计报告
- 刚果战争特别档案 The New York Times
- BBC 关于刚果战争的问答
- 刚果战争时间表

### 地圖
- 联合国 - 蓝盔部队分布图
- 联刚特派团 - 地图
- 刚果矿产资源的诅咒 - Conradiator
- 全球安全 - 战争地图
- 联合国难民署 - 刚果民主共和国难民分布图
- 卫报 - 卢旺达民主力量据点地图
- 武装团体地图
- 乌干达种族灭绝信息
- 刚果东部战争的根源 - 世界新闻 - 卫报
- Weiss - RDC 中的战争与和平（I）
- TV5MONDE：南北基伍省蓝盔部队的失败（刚果资源地图）